# ダブルシックスハンター
『W SIX HUNTER』（ダブルシックスハンター）は、2009年4月3日から同年12月29日までテレビ愛知で放送された映像ウェーブ製作のパチンコ・パチスロ番組。放送時間は毎週金曜 24:58 - 25:28 = 土曜 0:58 - 1:28 (JST) 、最終回のみ火曜 25:30 - 26:00 = 水曜 1:30 - 2:00に放送。

## 概要
前番組『シックスハンター』のリニューアル版番組で、グラビアアイドル4人とお笑い芸人2人それぞれが結成したチーム同士がパチスロで勝負を繰り広げていた。また、この番組ではパチスロ勝負だけでなくパチンコ勝負も行われるようになった。メンバーは総入れ替えされたが、ゆうたろうのみが前番組からの司会続投で、この番組では伝説のホール館長として出演していた。 
バトルの舞台は、伝説のホール「W」という架空のホール。ハンターが勝利すればお宝機種がコンコルドグループに設置され、負けるとお宝機種が奪われてしまうというルールで行われていた。

## 競技ルール
制限時間は90分、使用するコイン及び玉は無制限、出玉を多く出した方を勝者とする、途中前半45分終了した時点で最高設定である「お宝台」の発表があるなど、『シックスハンター』当時のルールをほぼ引き継いでいた。ただし、後半勝負となる「指定プレミア」を出せば勝利となるルールはこの『ダブルシックスハンター』では採用されていなかった。大当り回数が両者同数の場合は、スロットでは枚数勝負で勝敗を決め、パチンコでは延長戦を行い、先に大当りを出した時点で勝利となった。

## 出演者

### ダブルシックスハンター
- かっすん
- みほ
- 滝ありさ
- 吉川さおり
- 高橋祐月
- 一戸愛子

### 館長
- ゆうたろう

### パチリスト
パチリストとは、ハンターたちと対戦するゲスト出演者のことを指す番組独自の呼称である。（）内はその人物と対戦したハンター。
- 鼠先輩（一戸愛子、高橋祐月）
- モンキッキー（かっすん、みほ）
- TAIGA（吉川さおり、滝ありさ）
- 武藤敬司（高橋祐月）
- 青田典子（一戸愛子）
- 長井秀和（吉川さおり、滝ありさ）
- なべやかん（かっすん、みほ）
- もちづきる美（高橋祐月、一戸愛子）
- ミノワマン（吉川さおり、滝ありさ）
- 池谷幸雄（かっすん、みほ）
- 西本はるか（高橋祐月、一戸愛子）
- 永田裕志（吉川さおり、滝ありさ）
- チャーミー中元（かっすん、みほ）
- 海原はるか、海原かなた（吉川さおり、滝ありさ）
- 大熊啓誉、植松俊介（高橋祐月、一戸愛子）
- クロちゃん（かっすん、みほ）
- 横山ひろし、横山たかし（かっすん、みほ） - パチスロ・パチンコ共に打っていたのは横山ひろし。
- 西井隆詞、田中つよし（吉川さおり、滝ありさ）
- ジャガー横田（かっすん、みほ）
- 大沢樹生（一戸愛子、滝ありさ）
- 長州小力（かっすん、みほ）

### その他の出演者
- 福田一

## スタッフ
- ナレーション - 木原幸尚
- プロデューサー - 金宮智秀
- AP - 橋本希恵、花村政男
- ディレクター - 浜口浩志
- 協力 - ダイコク電機株式会社、株式会社竹屋
- 制作協力 - 放送映画製作所
- 企画 - 三協エージェンシー
- 制作・著作 - 映像ウェーブ

## エピソード
- パチスロバトルが早く終了した場合、その週にパチンコバトルを行うが、次週の予告の形で放送していた。
- 5月15日放送分では、この番組初となる公開収録が行われた。パチスロバトル開始早々、いきなり高橋祐月がBIG BONUSを引き当てて先制したが、その後、武藤敬司にあっさり逆転されてしまった（この日の対戦台は『もっと楽シーサー』）。
- 7月31日放送分では、番組開始から連敗が続いたみほが池谷幸雄を下し、ようやく初勝利を手にした（この日の対戦台は『CRガメラ』）。かっすんは、番組開始から連敗が続いていたが、1か月遅れでチャーミー中元を下し、ようやく初勝利を手にした（この日の対戦台は『絶対衝激 〜PLATONIC HEART〜』）。
- 8月7日放送分では、高橋祐月が収録に遅刻するというハプニングが起こり、高橋祐月不在のままパチスロ勝負となったが、一戸愛子が旧スロットハンターの西本はるかを下した（この日の対戦台は『パチスロ天外魔境』）。しかし、次週の放送で遅れて現れた高橋がゆうたろうに「この遅刻やろうが!」と注意された。高橋の遅刻がもとで、パチンコ勝負は西本に大敗を喫した（この日の対戦台は『CR桃太郎侍 天に代わって鬼退治致す!』）。収録での遅刻は、前番組『シックスハンター』での1件を含めて2件目となる。
- 9月25日放送分では、番組開始から無敗を誇っていた滝ありさが、バトル直前に海原かなたを挑発してバトルに臨んだが、パチンコ歴の長いかなたに接戦の末敗れ、無敗の滝に土が付いた（この日の対戦台は『CRフィーバー機動戦艦ナデシコ』）。
- 12月11日放送分では、衣装の色が違うペアでのバトルが行われた。通常では衣装の色が赤なら赤ペア、白なら白ペア、黒なら黒ペアという組み合わせだったが、この回のみ異なる色同士の組み合わせで行われた（この日の対戦台は『ニューハナハナ30 VS スペシャルハナハナ-30』）。

| テレビ愛知 金曜24:58枠             | テレビ愛知 金曜24:58枠                            | テレビ愛知 金曜24:58枠                                    |
| 前番組                             | 番組名                                            | 次番組                                                    |
| ---------------------------------- | ------------------------------------------------- | --------------------------------------------------------- |
| シックスハンター （24:58 - 25:28） | ダブルシックスハンター （2009年4月 - 2009年12月） | シックスハンターII 〜最強魂への道のり〜 （24:58 - 25:28） |